# Lampyrini
Lampyrini là một tông bọ cánh cứng trong phân họ Lampyrinae.

### Các chi chọn lọc
Tính chính xác của một số chi và sự phân định của các chi khác cần xem xét lại.
- Diaphanes
- Lampyris
- Lychnuris
- Microphotus LeConte, 1866
- Nyctophila
- Paraphausis Green, 1948
- Pelania
- Pleotomodes Green, 1948
- Pleotomus LeConte, 1861
- Pyrocoelia

## Hình ảnh

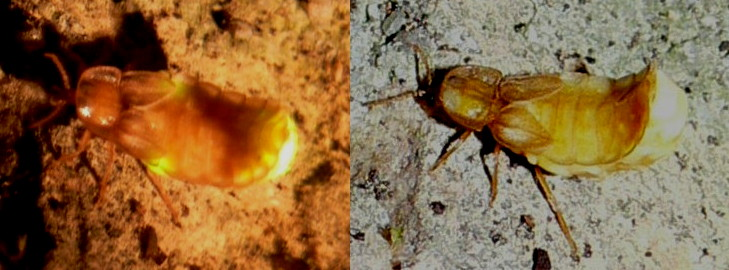